# Troica (obwód kurski)
Troica (ros. Троица) – wieś (ros. село, trb. sieło) w zachodniej Rosji, w sielsowiecie biesiedinskim rejonu kurskiego w obwodzie kurskim.

## Geografia
Miejscowość położona jest nad Racią (prawy dopływ Sejmu), 7,5 km od centrum administracyjnego sielsowietu (Biesiedino), 21 km na wschód od centrum administracyjnego rejonu (Kursk), 7 km od drogi federalnej R-298 (Kursk – Woroneż – R22 «Kaspij»; część europejskiej trasy E38).
We wsi znajduje się 56 posesji.
Klimat
Miejscowość, jak i cały rejon, znajduje się w strefie klimatu kontynentalnego z łagodnym ciepłym latem i równomiernie rozłożonymi opadami rocznymi (Dfb w klasyfikacji klimatów Köppena).

## Demografia
W 2010 r. wieś zamieszkiwało 67 osób.